# Harald Justin
Harald Justin (* 1956 in Oberhausen) ist ein deutsch-österreichischer Journalist und Autor.

## Leben
Harald Justin studierte Germanistik in Frankfurt, Kunstgeschichte, Publizistik und Pädagogik in Münster und Bochum. Als Literatur- und Musikkritiker begann er 1982 beim Munsteraner Stadtblatt, neben Jürgen Kehrer, Christian Thomas, Holger Jenrich, Martin Jürgens und Friederike Wappler. Er gehörte seit der Gründung 1987 als Mitglied der Redaktion und ab 1998 als stellvertretender Chefredakteur dem Team des Magazins Jazzthetik an. Seit 2008 lebt er in Wien, er arbeitete anfänglich als Redakteur bei der 2009 eingestellten österreichischen Zeitschrift Jazzzeit.
Er war Jurymitglied beim eingestellten European Jazz Award, ist Mitglied der Jury der Liederbestenliste deutschsprachiger Liedermacher aus Deutschland, Österreich, Belgien und der Schweiz, die es seit 1983 gibt und die bis 2003 das SWF bzw. der SWR führten und die heute vom Deutschsprachige Musik e.V. getragen wird. Er ist seit 2018 Mitglied beim Preis der deutschen Schallplattenkritik in der Jury „Liedermacher“.
Unter dem Pseudonym „Adrian Wolfen“ verfasst er seit 1996 für die Zeitschrift Akustik Gitarre die dienstälteste deutschsprachige Musikkolumne „Blue Man’s Corner“ über Blues. Beim Weltmusikmagazin Folker ist er der Österreich-Korrespondent.
Als Journalist ist er mit fachlichen Beiträgen zu Kunsthistorikern wie Aby Warburg und Max Raphael und Sozialwissenschaftlern wie Ernest Borneman hervorgetreten, sowohl in Buchpublikationen, Buchbeiträgen als auch in einschlägigen Zeitschriften wie Konkret  und in Tagesmedien wie der jungen Welt.

## Veröffentlichungen
- Tanz mir den Hitler. Kunstgeschichte und (faschistische) Herrschaft. Die Entfaltung einer Idee, exemplarisch verdeutlicht an Theorie und Praxis prominenter Kunsthistoriker unter dem Nationalsozialismus, Münster 1982
- Die Stundenbücher des Duc de Berry, Dortmund 1982
- mit Nils Plath, Tonabnehmer. Populäre Musik im Gebrauch, Münster 2000
- A Wop Bopa Loo Bap A Lop Bam Boom im Dom. Oder wie die Wiedertäufer Little Richard und er uns das Tanzen beibrachte(n), Löhrbach 2002
- mit Christina Bacher (Hrsg.), Jazz in Crime. Kalender für Kriminalliteratur, Münster 2007
- Gut geraten. Das Münster-Quiz, Münster 2009